# Гней Ацерроний Прокул
Гней Ацерро́ний Проку́л (лат. Gnaeus Acerronius Proculus; умер после 37 года) — государственный и политический деятель эпохи ранней Римской империи, ординарный консул 37 года.

## Биография
Гней Ацерроний принадлежал к неименитому плебейскому роду, происходившему из Лукании. Вполне вероятно, что он являлся потоком некоего Гнея Ацеррония, упомянутого Цицероном в речи «В защиту Туллия» (71 год до н. э.), которого оратор называет «честным человеком». 
В 37 году, в год смерти  императора Тиберия, Прокул занимал должность ординарного консула
с Гаем Петронием Понтием Нигрином. 
Дочерью Прокула, судя по всему, была Ацеррония Полла, близкая подруга Агриппины, убитая в ходе кораблекрушения в марте 59 года. У Гнея Ацеррония мог быть и сын, проконсул Ахайи, занимавший эту должность вскоре после 44 года.